# Carlos Bonavides
Carlos Bonavides  (Veracruz, Veracruz, Mexikó, 1940. október 14. –) mexikói színész.

## Élete
Carlos Bonavides 1940. október 14-én született Veracruzban. 1997-ben a Salud, dinero y amor című sorozatban szerepelt. 2005-ben Rufino Sánchez szerepét játszotta A mostoha című telenovellában. 2009-ben a Hasta que el dinero nos separe című sorozatban szerepelt.

## Filmográfia

### Telenovellák
- A Macska (La gata) (2014) ..... Doménico Almonte El Italiano
- Por siempre mi amor (2013) ..... Padre Adalberto
- Dos hogares (2011) ..... Eleazar Pérez
- Hasta que el dinero nos separe (2009-2010) ..... Ramiro Jiménez El Ay Dios mío
- Lety, a csúnya lány (La fea más bella) (2006-2007) ..... Efrén Rodríguez
- A mostoha (La madrastra) (2005) ..... Rufino Sánchez El Pulpo
- Cómplices al rescate (2002) ..... Ofelio Negrete
- Mujeres engañadas (1999-2000) .... Maclovio
- Salud, dinero y amor (1997-1998) .... Huicho Domínguez
- El premio mayor (1995-1996) .... Huicho Domínguez
- Carrusel de las Américas (1992) .... Anselmo
- La pícara soñadora (1991)
- Simplemente María (1989-1990) .... Dr. Rojas
- El pecado de oyuki (1987)
- Cuna de lobos (1986-1987) .... Leonardo Sánchez
- La pasion de Isabela (1984) .... Hector
- Por amor (1981) .... Félix

### Valóságshow
- Bailando por un sueño (2005)

### Sorozatok
- Como dice el dicho (2012)
- Mujeres asesinas (2008) .... Jefe
- El Pantera (2008) .... Gordo
- La rosa de Guadalupe (2008) .... Ezequiel
- Vecinos (2006) .... Juan Chumacero
- La jaula (2003-2004) .... Charly
- Cero en conducta (2000) .... Huicho Domínguez
- Al derecho y al derbez (1994) .... Don Beto el cartero
- La Carabina de Ambrosio (1983)
- Las aventuras de Capulina (1979)